# Тигем, Филипп ван
Филипп Эдуар Леон ван Тиге́м (фр. Phillippe Édouard Léon van Tieghem или фр. Philippe Van Tieghem, 19 апреля 1839 — 28 апреля 1914) — французский биолог, ботаник, миколог, профессор физики и механики, доктор физических наук, член Французской академии наук, почётный член Санкт-Петербургской академии наук (1908).

## Биография
Филипп Эдуар Леон ван Тигем родился в Байёле 19 апреля 1839 года в семье коммерсанта. Отец ван Тигема умер от жёлтой лихорадки в год его рождения, а мать — вскоре после рождения сына. Оставшиеся сиротами шестеро детей воспитывались в семьях родственников матери, в частности, ван Тигем — в семье дяди.
Обучался в местном колледже и в 1856 году получил степень бакалавра. С 1858 по 1861 год Тигем был студентом Высшей нормальной школы. Он посещал лекции таких учёных, как Жозеф Луи Франсуа Бертран, Шарль Сент-Клер Девилль и Луи Пастер.
В 1864 году Тигем защитил докторскую диссертацию по физике. С 1864 по 1878 год он был доцентом в Высшей нормальной школе. В 1866 году Тигем защитил докторскую диссертацию в области естественных наук.
В 1876 году он был избран членом ботанического отдела Французской академии наук, затем её вице-президентом (1898) и президентом (1899).
С 1878 по 1914 год Тигем был профессором в Национальном музее естественной истории. В 1898 году была опубликована его работа Eléments de botanique. Филипп Эдуард Леон ван внёс значительный вклад в ботанику, описав множество видов растений.
С 1878 года — Заслуженный Рыцарь Почетного Легиона. Произведен в степень офицера в 1895 году и командира — в 1909 году.
Филипп Эдуар Леон ван Тигем умер в Париже 28 апреля 1914 года.

## Научная деятельность
Филипп Эдуар Леон ван Тигем специализировался на водорослях, семенных растениях и на микологии.

## Публикации
- Recherches comparatives sur l’origine des membres endogènes dans les plantes vasculaires, 1889.
- Eléments de botanique, 1898[5].
- L’Oeuf des Plantes considéré comme base de leur Classification, 1901.
- Nouvelles observations sur les Ochnacées, 1903.
- Sur les Luxembourgiacées, 1904.
- Travaux divers: Pistil et fruit des Labiées, Boragacées…: Divers modes de Placentation: Anthères hétérogènes.: Une graminée à rhizome schizostélique: A propos de la Strasburgérie, 1907.